# Liste der Einträge im National Register of Historic Places im Bee County
Die Liste der Registered Historic Places im Bee County führt alle Bauwerke und historischen Stätten im texanischen Bee County auf, die in das National Register of Historic Places aufgenommen wurden.

## Aktuelle Einträge
| Lfd. Nr. | Name im NRHP                   | Bild | Datum der Eintragung | Adresse/Lage                                                           | Ort      | NRHP-ID  | Beschreibung                     |
| -------- | ------------------------------ | ---- | -------------------- | ---------------------------------------------------------------------- | -------- | -------- | -------------------------------- |
| 1        | Bee County Courthouse          |      | 9. Feb. 2001         | 105 W. Corpus Christi St.                                              | Beeville | 01000105 |                                  |
| 2        | Beeville Post Office           |      | 4. Apr. 2007         | 111 N. St. Mary’s St.                                                  | Beeville | 07000272 |                                  |
| 3        | Medio Creek Bridge             |      | 13. Okt. 1988        | CR 241                                                                 | Normanna | 88002000 | Auch bekannt als Normanna Bridge |
| 4        | NAS Chase Field--Building 1001 |      | 23. Feb. 1994        | Independence St., 0.45 mi. S of jct. with TX 202                       | Beeville | 94000050 |                                  |
| 5        | NAS Chase Field--Building 1009 |      | 23. Feb. 1994        | Essex St. 0.68 mi. SSE of the jct. of TX 202 and Independence St.      | Beeville | 94000051 |                                  |
| 6        | NAS Chase Field--Building 1015 |      | 23. Feb. 1994        | Byrd St. 0.82 mi. SSE of jct. of TX 202 and Independence St.           | Beeville | 94000052 |                                  |
| 7        | NAS Chase Field--Building 1040 |      | 23. Feb. 1994        | Enterprise St. 0.37 mi. SSE of the jct. of TX 202 and Independence St. | Beeville | 94000053 |                                  |
| 8        | NAS Chase Field--Building 1042 |      | 23. Feb. 1994        | Ofstie Rd. 0.6 mi. SSE of the jct. of TX 202 and Independence St.      | Beeville | 94000054 |                                  |
| 9        | NAS Chase Field--Quarters R    |      | 23. Feb. 1994        | Essex St. 0.43 mi. SSW of the jct. of TX 202 and Independence St.      | Beeville | 94000055 |                                  |
| 10       | NAS Chase Field--Quarters S    |      | 23. Feb. 1994        | Essex St. 0.45 mi. SSW of the jct. of TX 202 and Independence St.      | Beeville | 94000056 |                                  |
| 11       | Praeger Building               |      | 9. Sep. 1982         | 110 W. Corpus Christi St.                                              | Beeville | 82004490 |                                  |
| 12       | Rialto Theater                 |      | 21. Nov. 2001        | 112-114 N. Washington St.                                              | Beeville | 01001265 |                                  |